# LGALS14
LGALS14 (англ. Galectin 14) – білок, який кодується однойменним геном, розташованим у людей на довгому плечі 19-ї хромосоми. Довжина поліпептидного ланцюга білка становить 139 амінокислот, а молекулярна маса — 16 094.
| 10         |  | 20         |  | 30         |  | 40         |  | 50         |
| ---------- |  | ---------- |  | ---------- |  | ---------- |  | ---------- |
| MSSLPVPYTL |  | PVSLPVGSCV |  | IITGTPILTF |  | VKDPQLEVNF |  | YTGMDEDSDI |
| AFQFRLHFGH |  | PAIMNSCVFG |  | IWRYEEKCYY |  | LPFEDGKPFE |  | LCIYVRHKEY |
| KVMVNGQRIY |  | NFAHRFPPAS |  | VKMLQVFRDI |  | SLTRVLISD  |  |            |

A: Аланін

C: Цистеїн

D: Аспарагінова кислота

E: Глутамінова кислота

F: Фенілаланін

G: Гліцин

H: Гістидин

I: Ізолейцин

K: Лізин

L: Лейцин

M: Метіонін

N: Аспарагін

P: Пролін

Q: Глутамін

R: Аргінін

S: Серин

T: Треонін

V: Валін

W: Триптофан

Задіяний у таких біологічних процесах, як апоптоз, альтернативний сплайсинг. 
Білок має сайт для зв'язування з лектинами. 
Локалізований у ядрі.